# Liste der iranischen Botschafter in den Vereinigten Staaten
Die Interessenvertretung der Islamischen Republik Iran in den Vereinigten Staaten befindet sich in einem Gebäude der Schutzmacht Pakistan in der 2209 Wisconsin Ave NW, Washington, D.C. und hat 70 bis 80 iranische Diplomaten akkreditiert.

## Geschichte

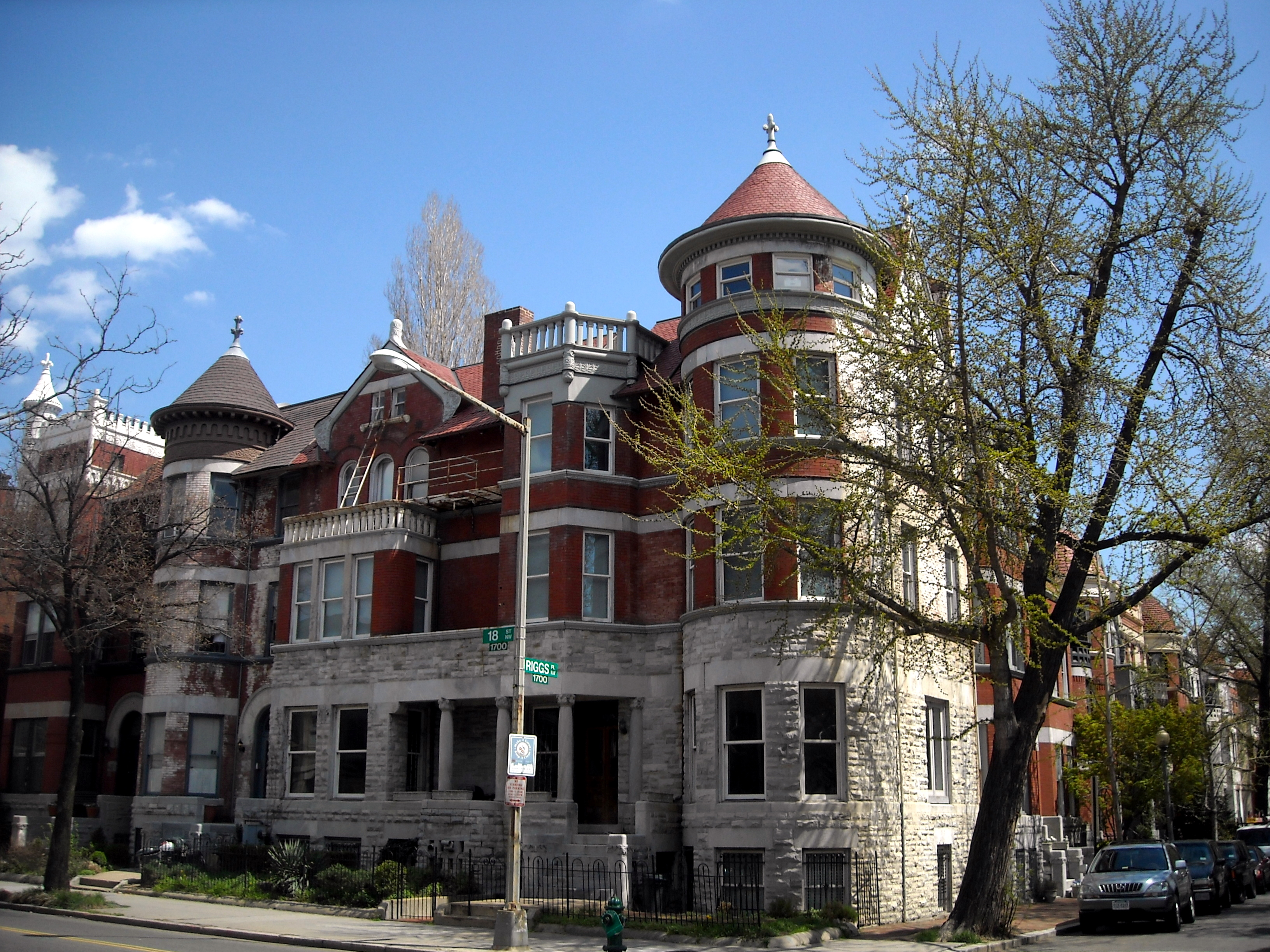
1904: Residenz von Eshagh Khan Mofakhamed-Dovleh, dem sein Cousin Mirza Ali Kuli Khan folgte.
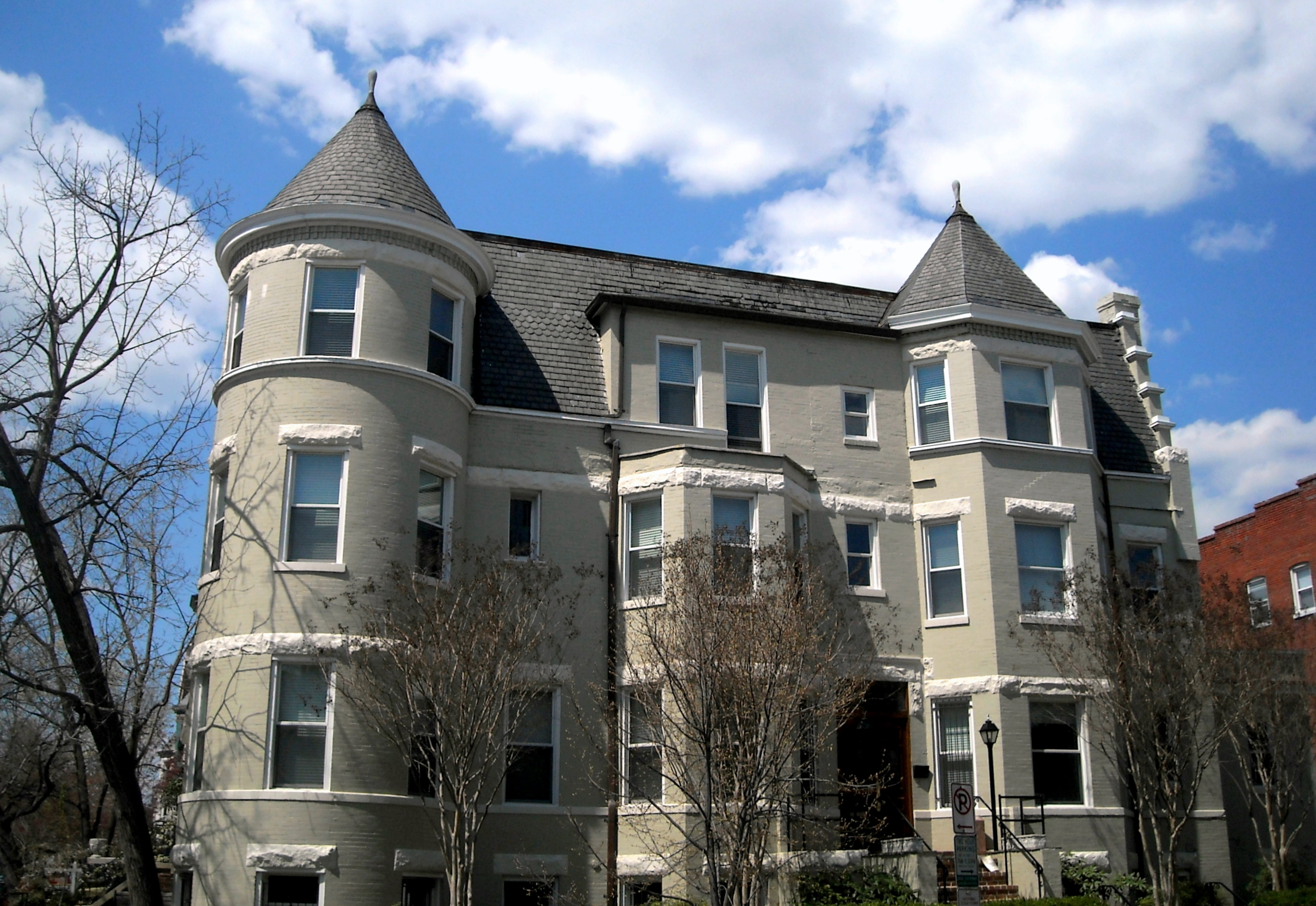
La Maison à Dupont, 1906 erstellt, 1910 Kanzlei und Residenz von Mirza Ali Kuli Khan.
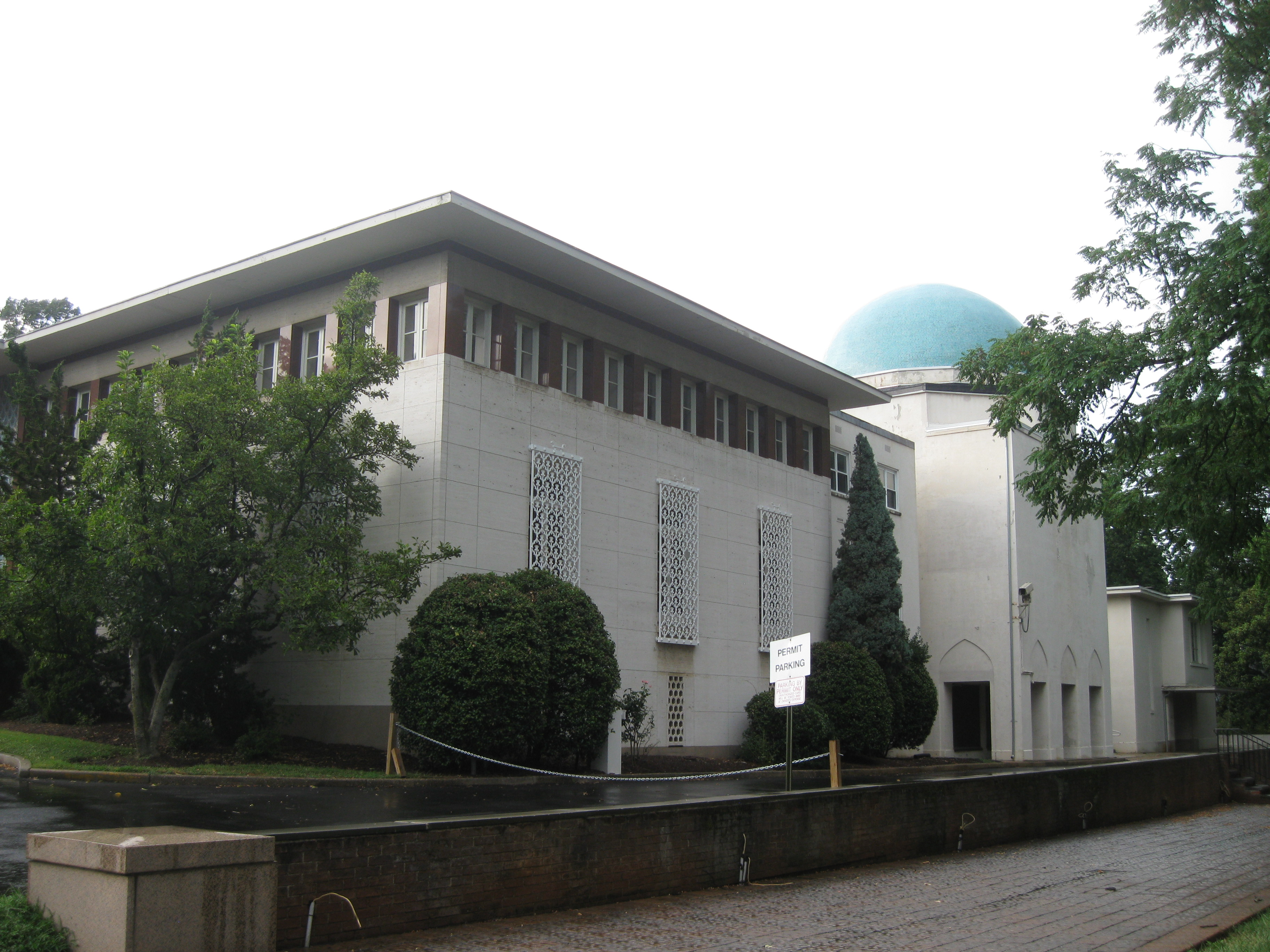
Bis 1980 war die Botschaft in der 3003-3005 Massachusetts Avenue, Northwest, Washington, D.C.

## Botschafter
| Ernannt       | Akkreditiert  | Name                                 | Bemerkungen | ernannt von           | akkreditiert bei      | Posten verlassen |
| ------------- | ------------- | ------------------------------------ | --- | --------------------- | --------------------- | ---------------- |
| 1886          |               | Hussein Kuli Khan Nawab              | vulgo Haji Washington | Mozaffar ad-Din Schah | William McKinley      |                  |
| 17. Mai 1897  |               | Mirza Alinaghi Khan                  | Botschafter in Sondermission میرزا علی نقی خان | Mozaffar ad-Din Schah | William McKinley      | Aug. 1897        |
| 11. Dez. 1900 | Juni 1904     | Eshagh Khan Mofakhamed-Dovleh        | außerordentlicher Gesandter und Ministre plénipotentiaire eröffnete eine Auslandsvertretung | Mozaffar ad-Din Schah | William McKinley      |                  |
| 1904          | 4. Mai 1904   | Morteza Khan Momtazel Molk           | | Mozaffar ad-Din Schah | William McKinley      | 24. Feb. 1905    |
| 31. Aug. 1910 |               | Mirza Ali Kuli Khan                  | Geschäftsträger Anhänger des Bahaitum | Ahmad Schah Kadschar  | William Howard Taft   |                  |
| 17. März 1914 |               | Mehdi Khan                           | | Ahmad Schah Kadschar  | Woodrow Wilson        |                  |
| 25. Apr. 1918 |               | Mirza Ali-Kuli Khan, Nabil-ed-Dovleh | | Ahmad Schah Kadschar  | Woodrow Wilson        |                  |
| 18. Juni 1919 | 8. Aug. 1919  | Abdul Ali Khan Sadigh-es-Saltaneh    | | Ahmad Schah Kadschar  | Woodrow Wilson        |                  |
| 30. Aug. 1921 | 15. Nov. 1921 | Hossein Ala                          | | Ahmad Schah Kadschar  | Warren G. Harding     |                  |
| 5. Okt. 1926  |               | Fathollah Khan Noury Esfandiary      | Geschäftsträger | Reza Schah Pahlavi    | Calvin Coolidge       |                  |
| 7. Dez. 1926  |               | Mirza Davoud Khan Meftah             | | Reza Schah Pahlavi    | Calvin Coolidge       |                  |
| 17. Okt. 1931 |               | Yadollah Azodi                       | | Reza Schah Pahlavi    | Herbert Hoover        |                  |
|               | 12. Juni 1933 | Ghaffar Jalal                        | 1. Apr. 1935 Umbenennung von Persien in Iran. Ghaffar Jalal bei einer Straßenverkehrskontrolle am 27. November 1935 unter Missachtung seiner diplomatischen Immunität verhaftet. Reza Schah Pahlavi stellte im März 1936 seine diplomatischen Beziehungen zum Kabinett Franklin D. Roosevelt ein. | Reza Schah Pahlavi    | Franklin D. Roosevelt |                  |
| 14. Jan. 1936 |               | Hossein Ghods-Nachai                 | Geschäftsträger | Reza Schah Pahlavi    | Franklin D. Roosevelt |                  |
| Mai 1936      |               |                                      | Keine iranische Auslandsvertretung in den Vereinigten Staaten Schutzmacht Türkei | Reza Schah Pahlavi    | Franklin D. Roosevelt | Feb. 1939        |
| 25. Jan. 1939 |               | Ali Akbar Daftary                    | Geschäftsträger Wiederaufnahmd der diplomatischen Beziehungen. | Reza Schah Pahlavi    | Franklin D. Roosevelt |                  |
| 11. Jan. 1940 |               | H. Hadjeb-Davallou                   | Geschäftsträger | Reza Schah Pahlavi    | Franklin D. Roosevelt |                  |
| 7. Feb. 1940  | 13. Feb. 1940 | Mohammed Schayesteh                  | | Reza Schah Pahlavi    | Franklin D. Roosevelt |                  |
| 19. Nov. 1945 | 29. Nov. 1945 | Hossein Ala                          | Botschafter, 29. November 1945: Gesandtschaft wurde zur Botschaft aufgewertet | Mohammad Reza Pahlavi | Harry S. Truman       |                  |
| 8. Sep. 1950  | 18. Sep. 1950 | Nasrollah Entezam                    | | Mohammad Reza Pahlavi | Harry S. Truman       |                  |
| 18. Sep. 1952 | 24. Sep. 1952 | Allah-Yar Saleh                      | | Mohammad Reza Pahlavi | Harry S. Truman       |                  |
| 28. Sep. 1953 |               | Abbas Aram                           | Geschäftsträger | Mohammad Reza Pahlavi | Dwight D. Eisenhower  |                  |
| 22. Okt. 1953 | 2. Nov. 1953  | Nasrollah Entezam                    | | Mohammad Reza Pahlavi | Dwight D. Eisenhower  |                  |
| 19. Jan. 1956 | 24. Jan. 1956 | Ali Amini                            | | Mohammad Reza Pahlavi | Dwight D. Eisenhower  |                  |
| 14. Mai 1958  | 22. Mai 1958  | Ali Gholi Ardalan                    | | Mohammad Reza Pahlavi | Dwight D. Eisenhower  |                  |
| 16. März 1960 | 23. März 1960 | Ardeschir Zahedi                     | | Mohammad Reza Pahlavi | Dwight D. Eisenhower  |                  |
| 30. März 1962 | 6. Apr. 1962  | Hossein Ghods-Nachai                 | | Mohammad Reza Pahlavi | John F. Kennedy       |                  |
| 5. Apr. 1963  | 24. Apr. 1963 | Mahmoud Foroughi                     | | Mohammad Reza Pahlavi | Lyndon B. Johnson     |                  |
| 11. Mai 1965  | 7. Juni 1965  | Khosrow Khosrovani                   | | Mohammad Reza Pahlavi | Lyndon B. Johnson     |                  |
| 17. Mai 1967  | 25. Mai 1967  | Huschang Ansari                      | | Mohammad Reza Pahlavi | Lyndon B. Johnson     |                  |
| 16. Okt. 1969 |               | Amir Aslan Afshar                    | | Mohammad Reza Pahlavi | Richard Nixon         |                  |
| 7. März 1973  | 9. Apr. 1973  | Ardeschir Zahedi                     | | Mohammad Reza Pahlavi | Richard Nixon         | 7. Apr. 1980     |
| 7. Apr. 1980  |               |                                      | Geiselnahme von Teheran Einstellung der diplomatischen Beziehungen zwischen den Regierungen. Schutzmacht Pakistan | Abolhassan Banisadr   | Jimmy Carter          |                  |